# Adolf Ritter (Politiker)

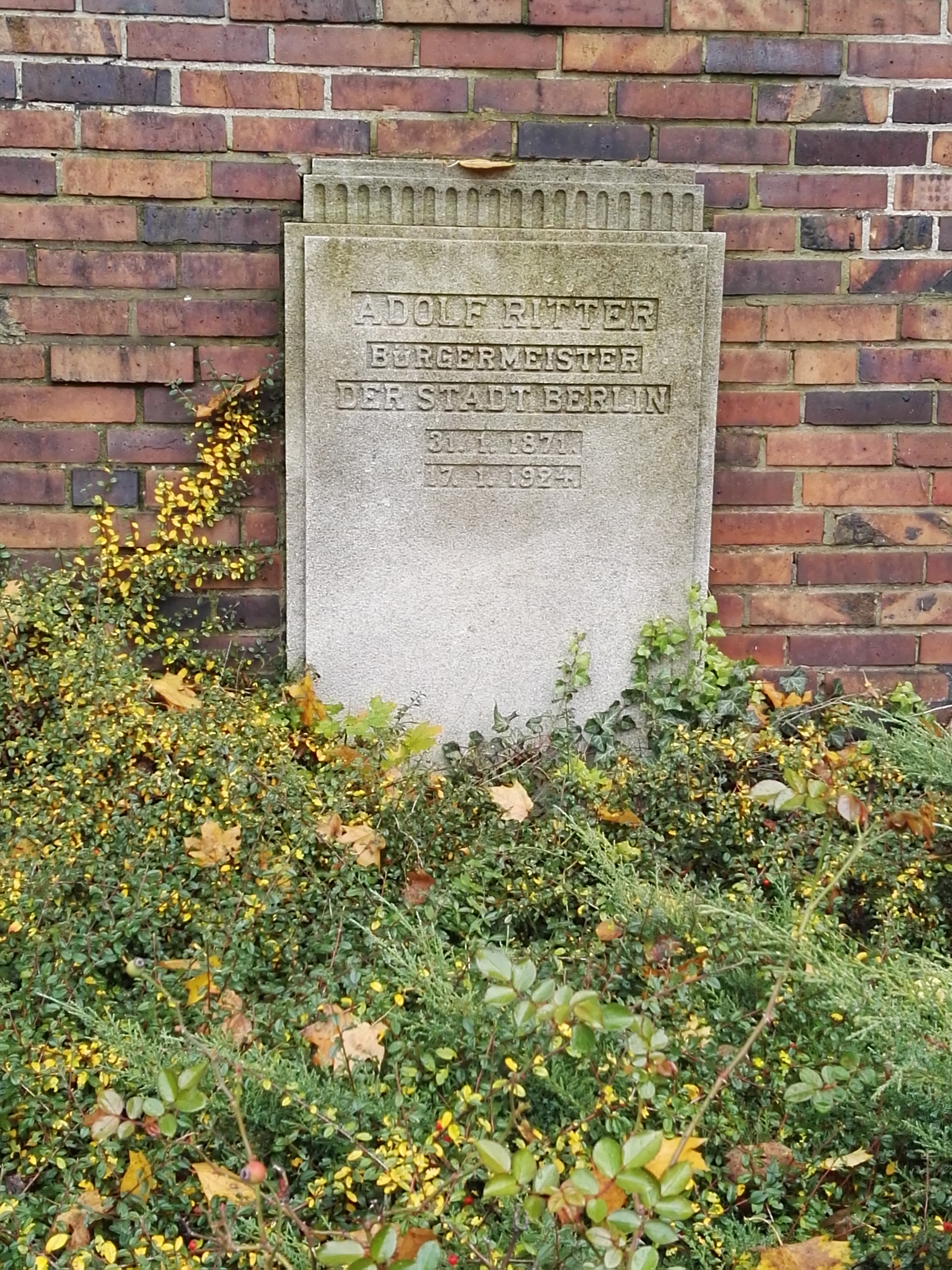
Grabstein von Adolf Ritter an der Ringmauer der Gedenkstätte der Sozialisten auf dem Zentralfriedhof Friedrichsfelde in Berlin

Adolf Ritter (* 31. Januar 1871 in Breslau; † 16. Januar 1924 in Berlin) war ein deutscher Handwerker und Politiker. Ritter war für die SPD von 1921 bis 1922 Mitglied des Preußischen Staatsrates sowie Bürgermeister und Stellvertreter des Oberbürgermeisters von Berlin.

## Leben
Ritter besuchte die Volksschule und erlernte das Schneiderhandwerk, ein Beruf, dem er eine Zeit lang nachging. 1899 wurde er Bevollmächtigter der Berufsorganisation der Schneider in Berlin und 1905 Mitglied des Arbeitersekretariats. Von 1907 bis 1920 war Ritter Stadtverordneter in Berlin, seit 1919 als unbesoldeter Stadtrat.
Nach seinem SPD-Eintritt wählte man Ritter 1919 in den Vorstand der SPD in Berlin. Im Mai 1921 wurde Ritter für seine Partei Mitglied im Preußischen Staatsrat, ein Mandat, das er aber bereits am 8. März 1922 niederlegte. Nachfolger wurde sein Parteigenosse Bruno Borchardt. Vom 14. Juli 1921 bis zu seinem Tod war er außerdem als Bevollmächtigter der Stadt Berlin Mitglied im Reichsrat. Bereits am 10. Januar 1921 wurde er zum Bürgermeister und zum stellvertretenden Oberbürgermeister der Stadt Berlin gewählt. Er verstarb in diesem Amt am 16. Januar 1924 im Alter von 52 Jahren.
Adolf Ritter wurde auf dem Zentralfriedhof Friedrichsfelde in Berlin-Lichtenberg beigesetzt. Sein erhaltener Grabstein wurde 1950 in die damals von der DDR-Führung neu errichtete Gedenkstätte der Sozialisten integriert und gehört seither zur Reihe der Gräber und Denkmäler an deren Ringmauer.